# Mosze Lewi
Mosze Lewi (ur. 18 kwietnia 1936, zm. 8 stycznia 2008) – izraelski wojskowy, generał.
W latach 1983–1987 był głównodowodzącym Sił Obronnych Izraela.
1 stycznia 2008 doznał drugiego wylewu krwi do mózgu, a 8 stycznia 2008 zmarł na tętniaka mózgu.